# Wisneiby Machado
Wisneybi Euximar Machado Brito (ur. 28 października 1993) – wenezuelska judoczka.
Uczestniczka mistrzostw świata w 2013, 2014 i 2018. Startowała w Pucharze Świata w latach 2010, 2011, 2013, 2014 i 2018. Srebrna medalistka igrzysk Ameryki Południowej w 2010 i 2018. Wygrała igrzyska boliwaryjskie w 2013 i mistrzostwa Ameryki Południowej w 2018. Brązowa medalistka igrzysk Ameryki Środkowej i Karaibów w 2018, a także mistrzostw panamerykańskich w 2010 roku.